# Ludwig Schnorr von Carolsfeld (sångare)
Ludwig Schnorr von Carolsfeld, född den 2 juli 1825 i München, död den 21 juli 1865 i Dresden, var en tysk operasångare, son till Julius Schnorr von Carolsfeld, 
Schnorr von Carolsfeld studerade vid Leipzigs konservatorium samt för Ernst Julius Otto och Eduard Devrient, anställdes 1858 vid teatern i Karlsruhe och 1860 som förste hjältetenor i Dresden samt vann där så stor berömmelse, särskilt som Wagnersångare (Tannhäuser), att han av Wagner utsågs att kreera Tristan i München. Han ådrog sig därvid en häftig förkylning, som medförde hans död. Han var gift med sångerskan Malwina Garrigues (1832–1904), Wagners första Isolde.